# Seznam ukrajinskih pisateljev
Seznam ukrajinskih pisateljev.

## A
- Viktorija Amelina (1986–2023)
- Jurij Andruhovič  (1960–)
- Boris Antonenko-Davidovič (1899–1984)

## B
- Mikola Bažan

## D
- Miroslav Dočinec
- Dmitro Doncov (1883–1973)

## F
- Pavlo Filipovič (1891–1930~)

## G
- Nikolaj Gogolj
- Oles Gončar
- Linor Goralik
- Jevgenij Grebinka
- Vill Grimič (Vil Hrymyč)

## J
- Majk Johansen

## K
- Katerina Kalitko
- Timur Kibirov
- Olga Kobiljanska
- Natalija Kobrinska
- Mihajlo Mihajlovič Kocjubinski
- Vladimir Korolenko
- Ivan Kotljarevski
- Mikola Kuliš
- Pantelejmon Kuliš
- Andrej Kurkov

## L
- Andrij Ljubka

## M
- Tetiana "Tania" Volodymyrivna Maliarchuk (Tanja Maljarčuk)
- Marija Matios
- Panas Mirnij

## R
- Natan Samojlovič Ribak (1913–78)

## S
- Grigorij Savič Skovoroda
- Vadim Nikolajevič Sobko (1912–1981)
- Vasilij Stefanik

## Š
- Taras Ševčenko

## U
- Lesja Ukrajinka

## V
- Volodimir Vakulenko
- Volodimir Vinničenko (1880–1951)
- Ostap Višnja (Pavlo Gubenko)
- Marko Vovčok (Marija Vilinskаja)

## Z
- Oksana Zabužko
- Mihail Zoščenko

## Ž
- Sergij Žadan